# Grande Mosquée d'Ispahan
La Grande Mosquée d'Ispahan (en persan : مسجد جامع اصفهان), dite aussi mosquée du vendredi ou vieille mosquée, par opposition à la mosquée du Shah, est une mosquée édifiée à partir du Xe siècle dans la ville d'Ispahan. Très remaniée au cours du temps et en particulier sous les Safavides, elle est reliée à la nouvelle ville via le Grand Bazar. 

## Plan
La Grande mosquée est l'une des architectures les plus complexes des arts de l'Islam. Des fouilles archéologiques ont démontré que, dès la période Buyide, il existait une mosquée de plan hypostyle à l'emplacement actuel de l'édifice. Actuellement, la mosquée suit le plan iranien à quatre iwans (plan koch), avec une salle de prière sous coupole qui devait, à l'origine, être détachée de l'ensemble architectural. Bordée d'arcades sur deux niveaux, elle est entourée d'une multitude de petites salles sous coupolettes.
Près de dix siècles d'architecture se côtoient dans cet édifice qui reprend l'évolution des styles de l'Iran islamique depuis les dynasties Seldjoukides jusqu'aux Qadjars. Chacune d'elles a apporté sa pierre au monument.
À la fin du VIIIe siècle, une mosquée de type arabe mal orientée fut construite sur le site d'un temple du feu sassanide. Puis vers 841, les Abbassides en corrigèrent la direction et durent en conséquence la reconstruire en partie. Ensuite, du Xe au XIIe siècle, on doit un travail important aux Seldjoukides pour les colonnes bouyides et les différents iwans. 
Vinrent vers le XIVe siècle les Mozaffarides qui contribuèrent à la réalisation de la partie est, suivi des Timourides (XIVe-XVe siècle) et des Safavides (XVIe-XVIIIe siècle) qui agrandirent la mosquée surtout vers l'ouest cette fois. Enfin, les Qadjars ont ajouté l'entrée principale de ce fameux sanctuaire.

Les iwans de la Grande mosquée d'Ispahan
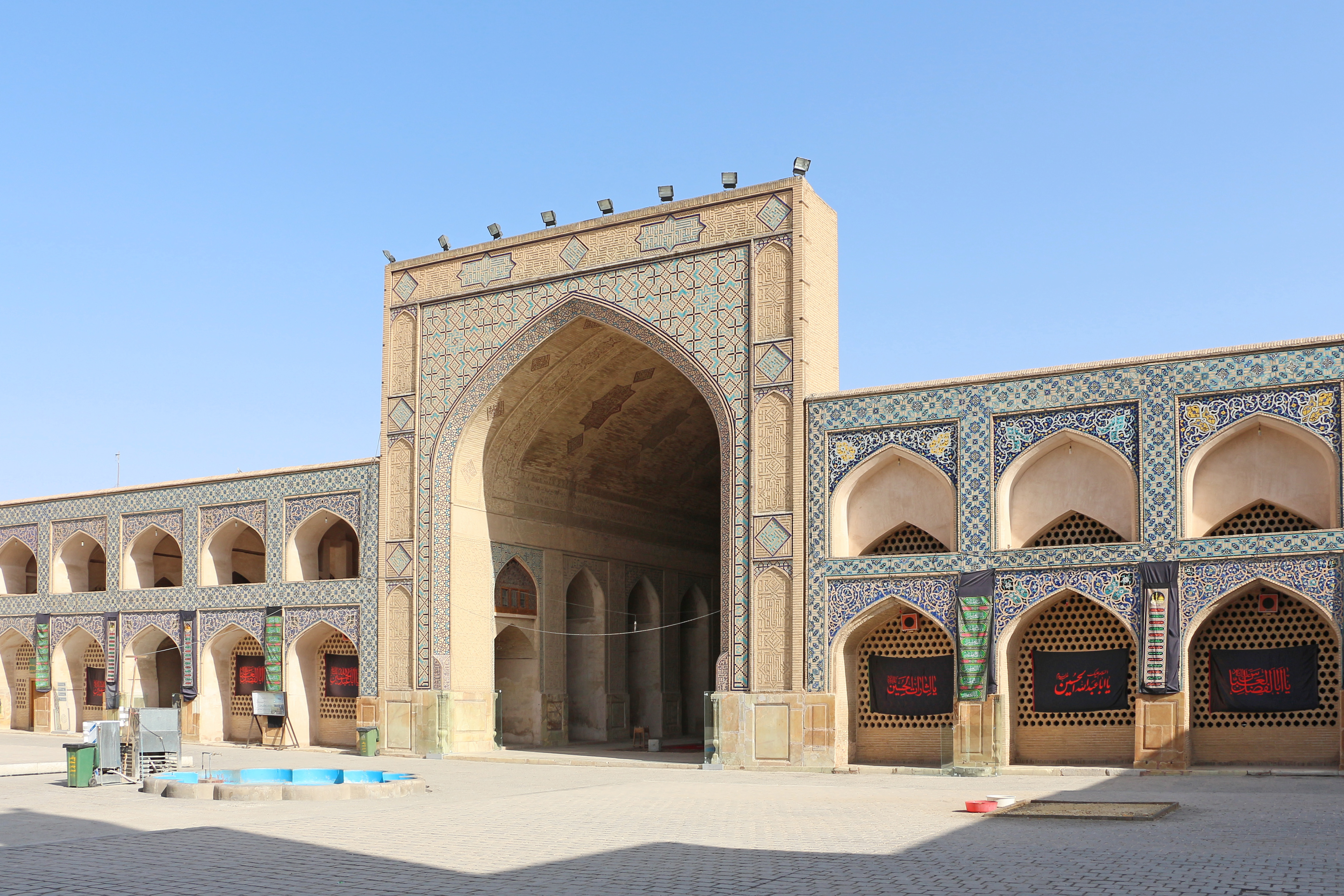
Iwan du côté nord de la mosquée
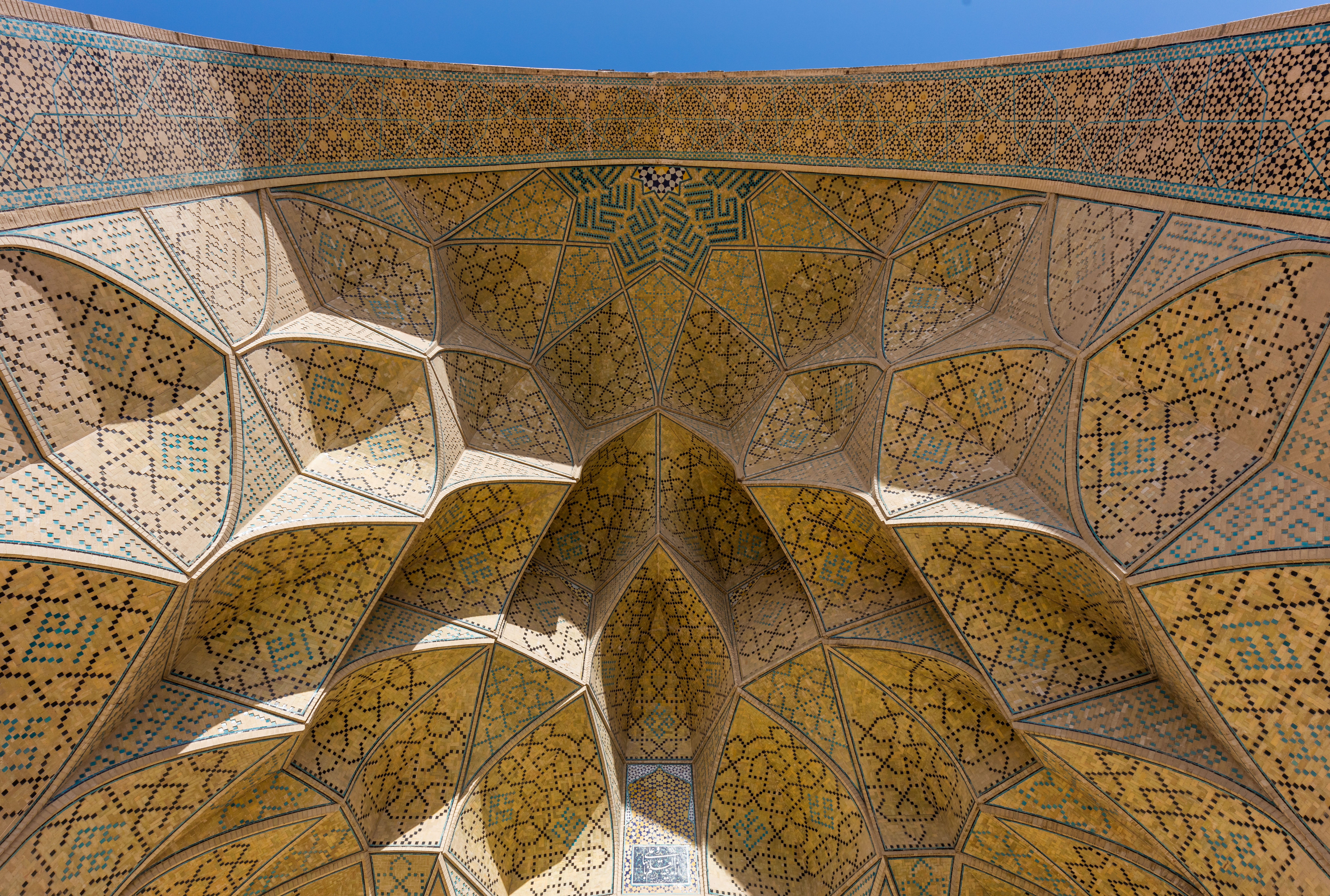
L'iwan en entrant.
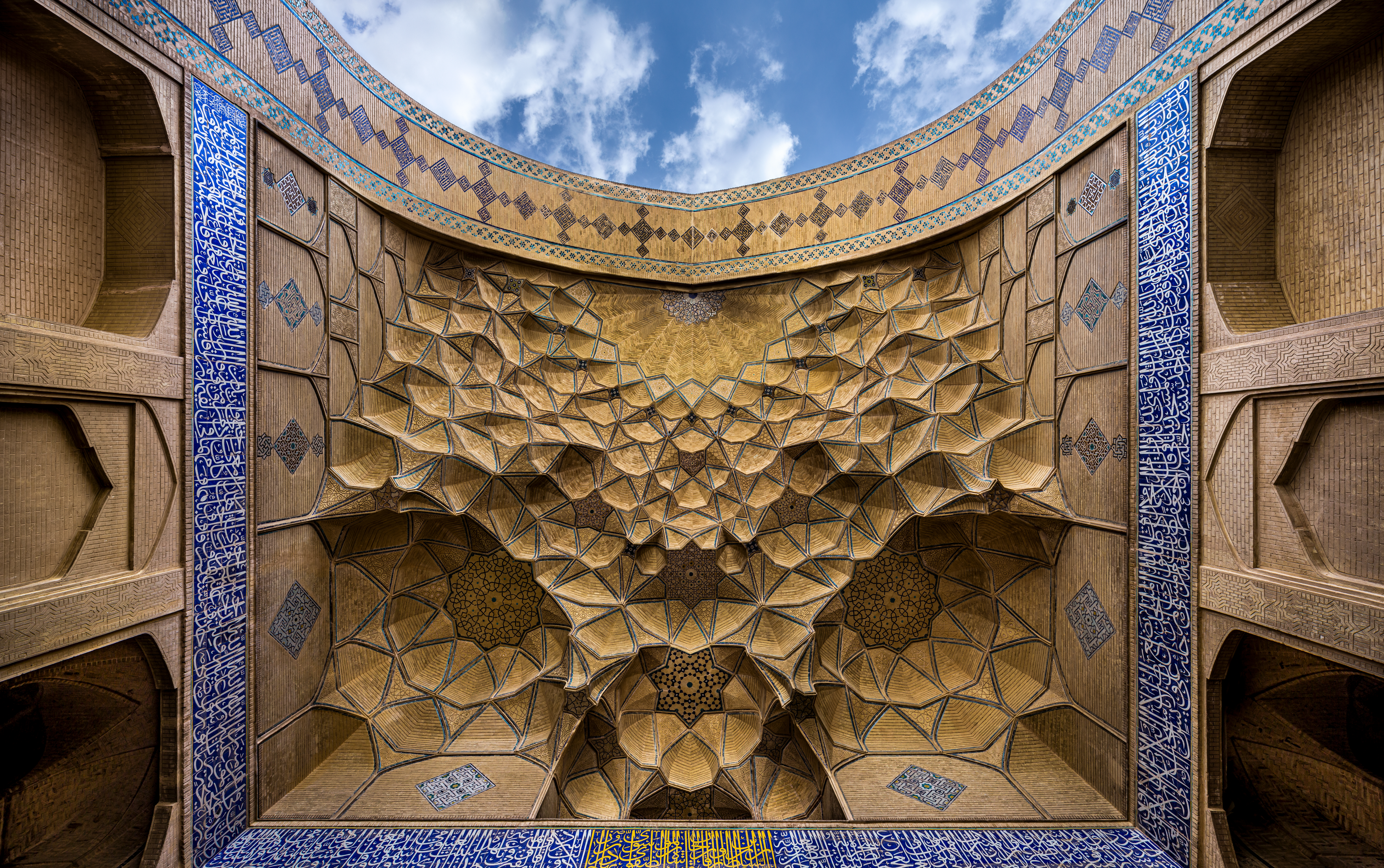
Sur le côté est.

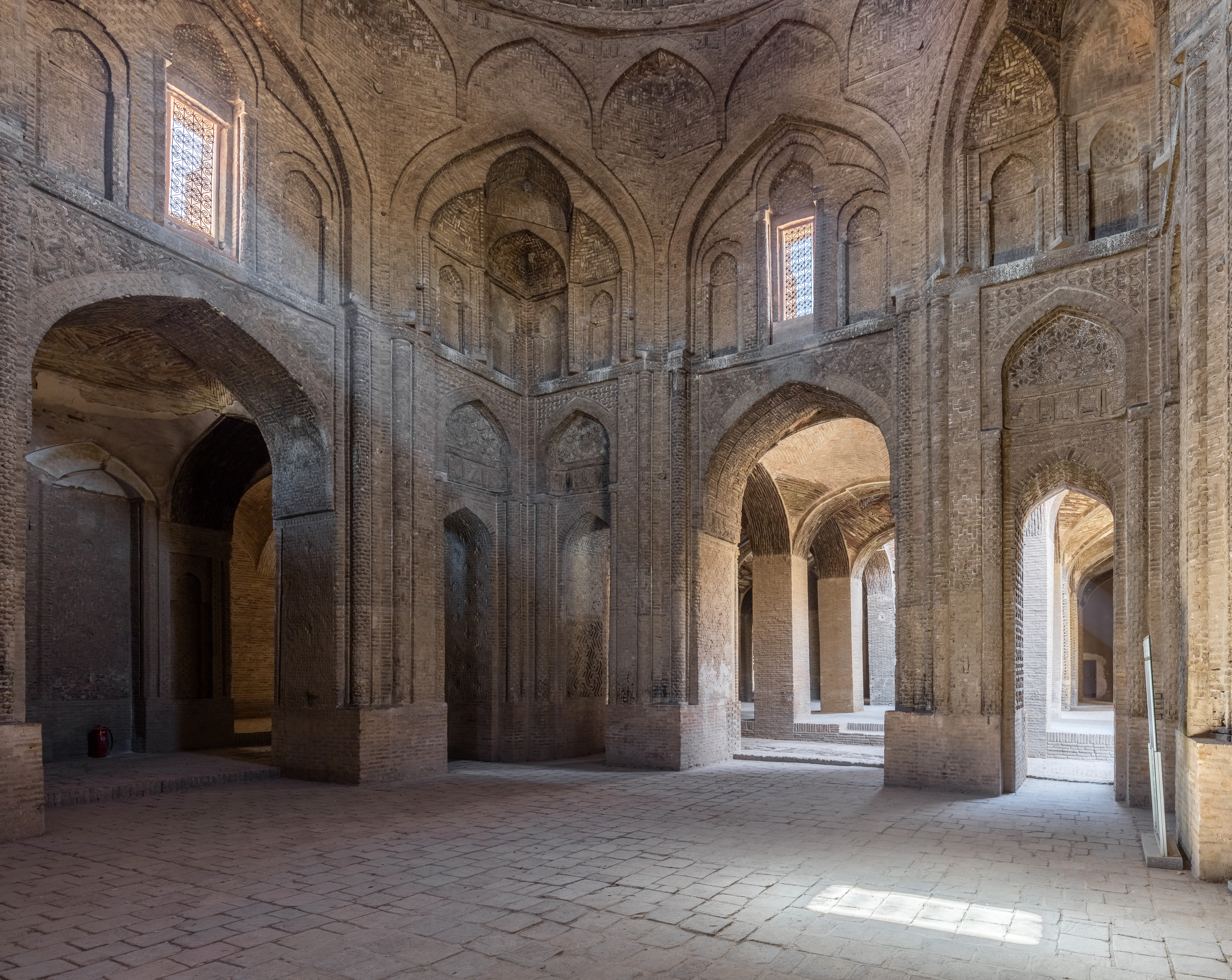
L'intérieur.
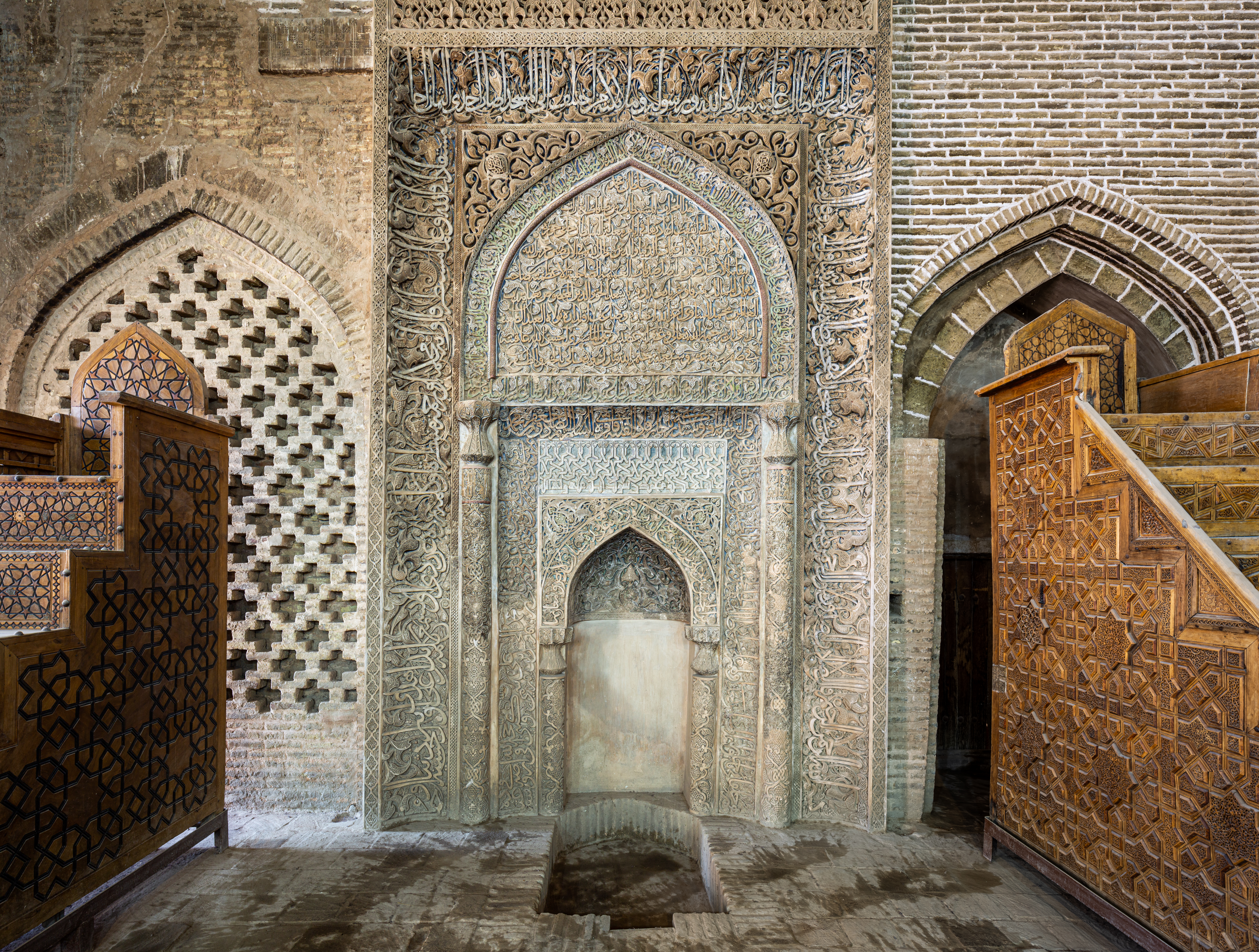
Oljaytu mihrab de la grande mosquée.
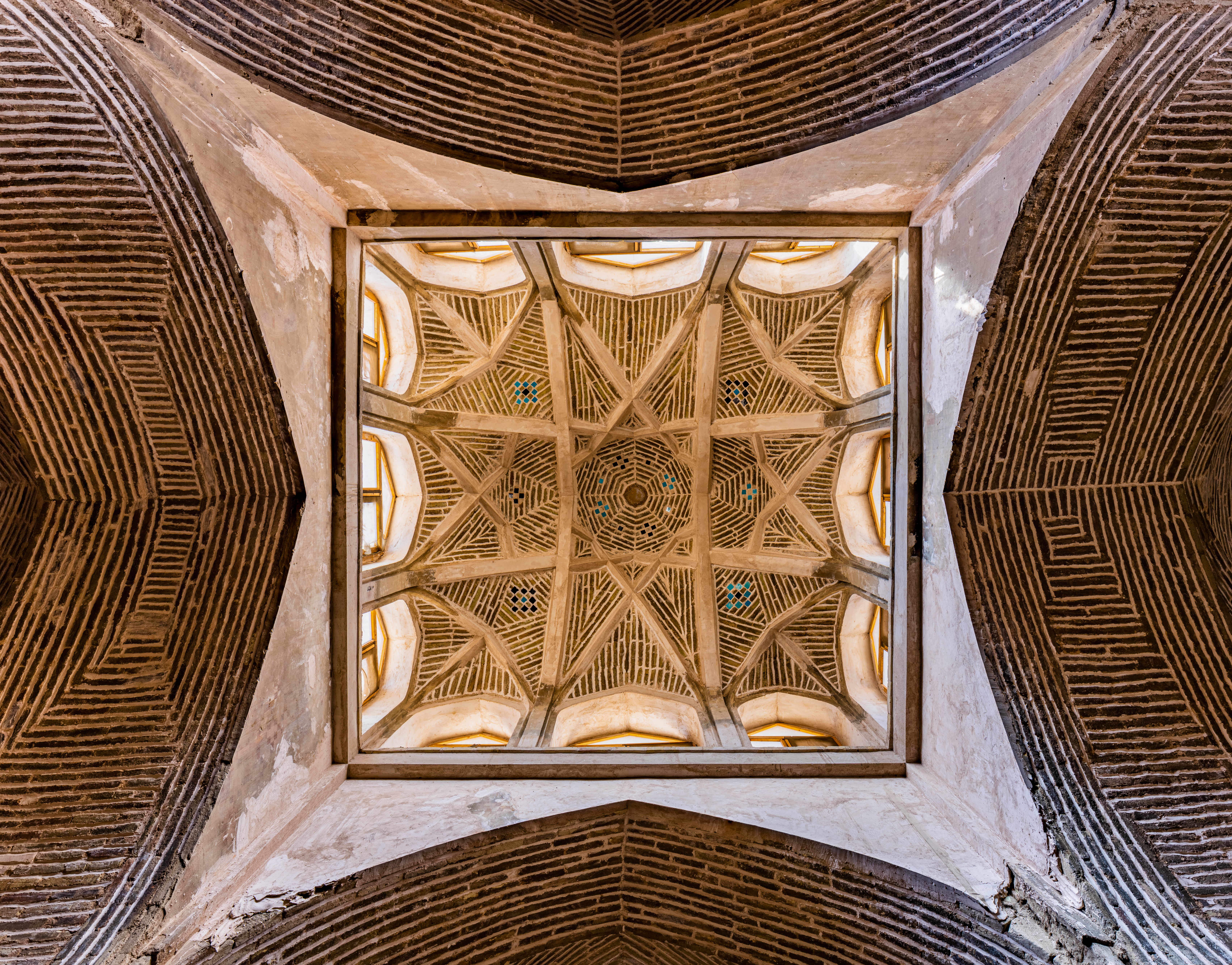
La voûte de la grande mosquée.
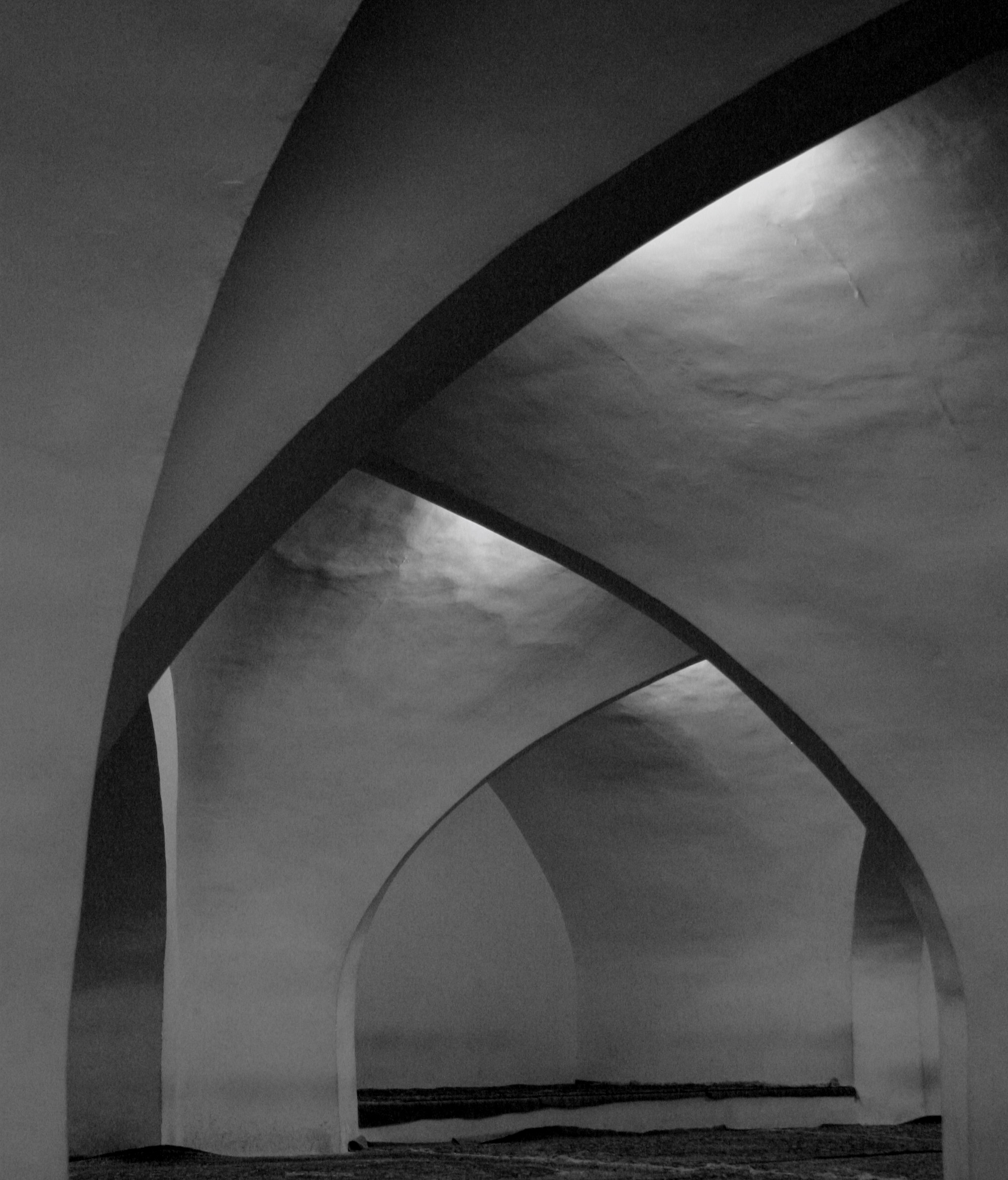
Voûtes et piliers, août 2013.
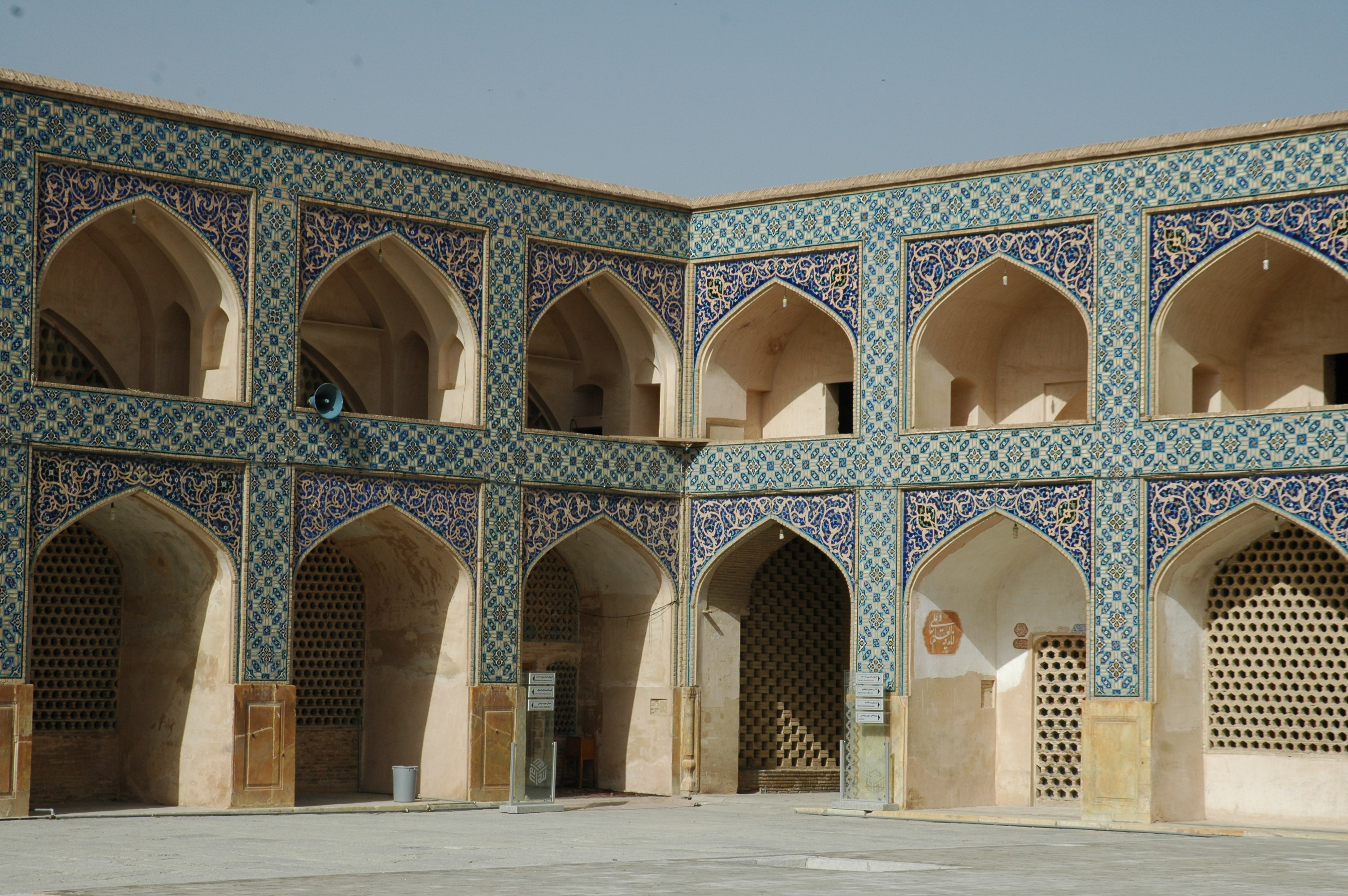
Cour intérieure
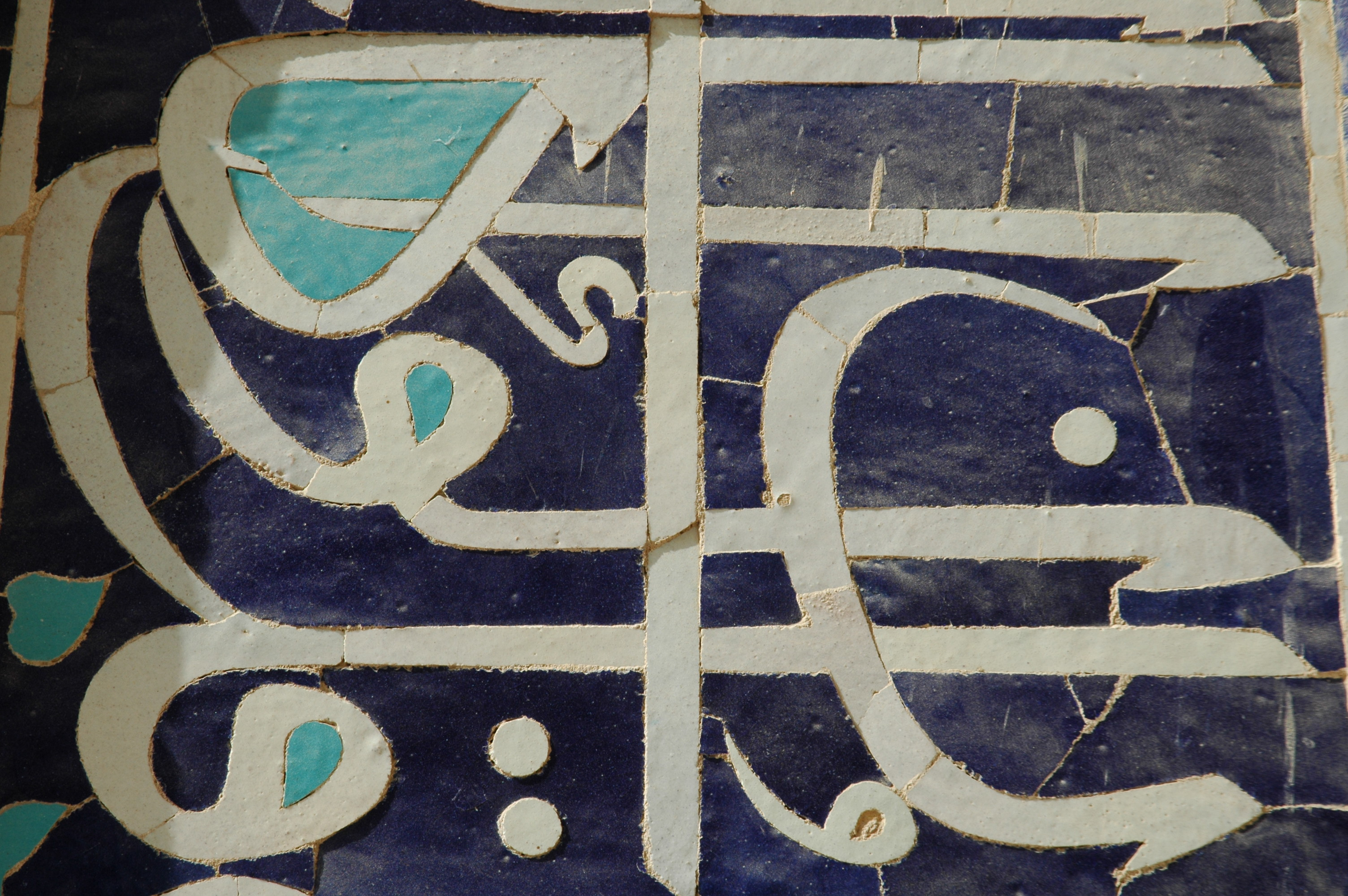
Une inscription particulière
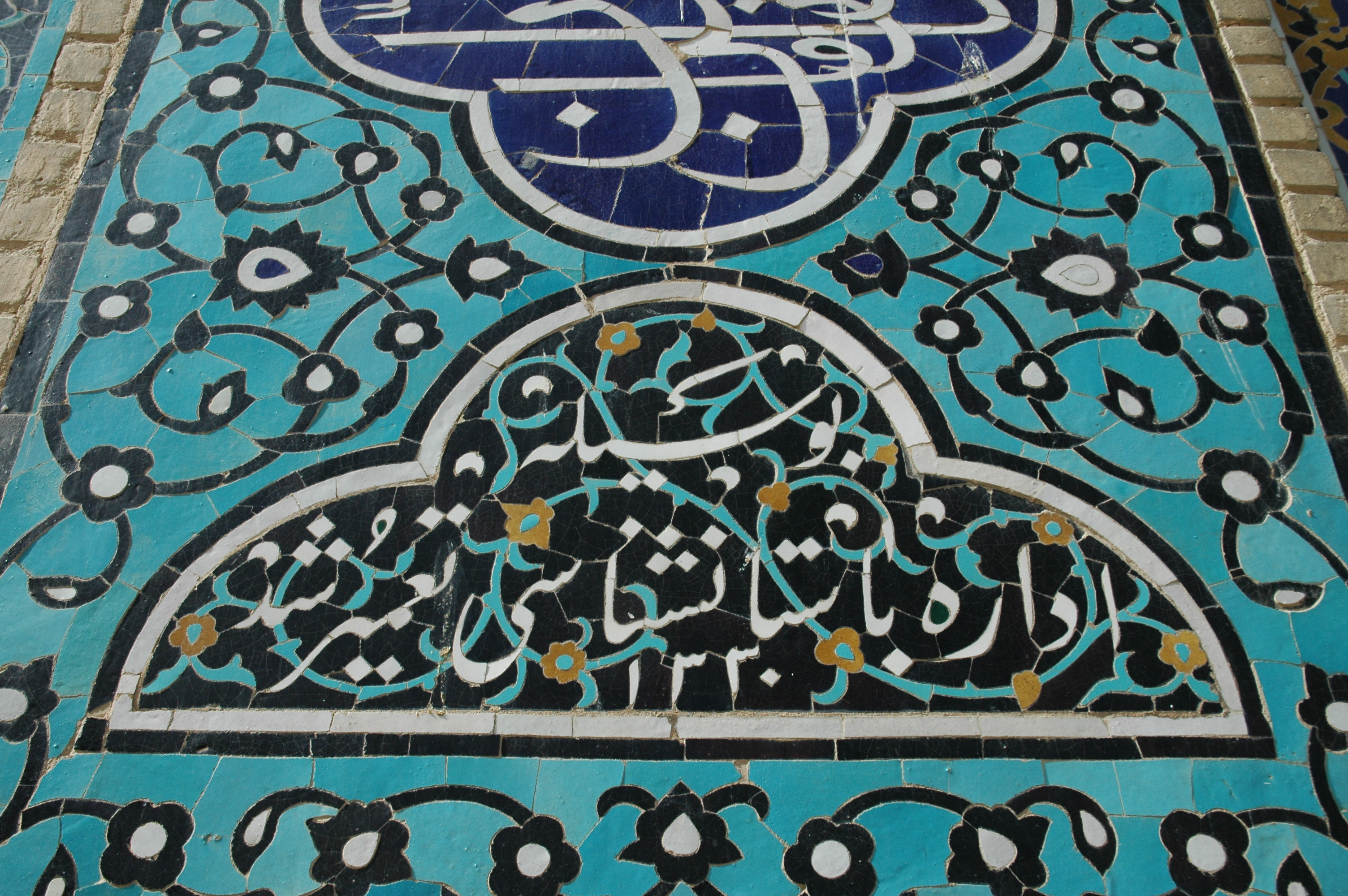
Décorations